# Gordon Covell
Sir Gordon Covell, britanski general, * 1887, † 1975.